# Fagersta
Fagersta és una ciutat i seu del municipi de Fagersta al Comtat de Västmanland, Suècia.

## Geografia
La ciutat està situada a la intersecció de dues línies de tren entre Ludvika-Västerås i Avesta (Krylbo)-Örebro, al cor de la històrica regió de Bergslagen, zona rica en coure i ferro. El paral·lel 60º nord passa per la ciutat.

## Història
Hi ha hagut activitat minera a la zona de Fagersta des del segle XV, però no es va organitzar l'activitat fins al segle XVII on el 1873 es va formar la primera corporació, quan es va fundar la Fagersta Bruks AB.
Fagersta va ser declarada ciutat el 1944 quan el centre industrial de Fagersta es va fusionar amb el poblat veí Västanfors. Ara és la seu del Municipi de Fagersta. Arrel de la segona guerra mundial es va construir la Torre de vigilància de l'espai aeri de Fagersta, una plataforma d'observació situada a la ciutat per protegir una fàbrica d'acer propera.

## Indústria
L'actual indústrial està centrada en eines de metall dur (Seco Tools AB i Atlas Copco Secoroc AB) i productes d'acer inoxidable (Fagersta Stainless AB i OUTOKUMPU Stainless Tubular Products AB).

## Nadius destacats
- Ulf Samuelsson, jugador de hoquei sobre gel (NHL)
- Tomas Sandström, jugador de hoquei sobre gel (NHL)
- The Hives, banda de rock de garatge
- 59 Times the Pain, banda de rock de garatge
- Johan August Brinell, metal·lurgista i inventor de la Prova de duresa Brinell a les Fagersta Iron and Steel Works el 1900
- Kjell Ramstedt, bateria de la banda de punk rock No Fun at All